# Doreen Wilber
Doreen Viola Hansen Wilber est une archère américaine.

## Palmarès
- Jeux olympiques
  -  Médaille d'or à l'individuel femme aux Jeux olympiques d'été de 1972 à Munich.